# Митибата, Джессика
Джессика Митибата (道端ジェシカ, Дзессика Селеста Митибата, часто используется написание фамилии Мичибата) — японская модель. Родилась 21 октября 1984 года в префектуре Фукуи, Япония.

## Биография
Отец — аргентинец испано-итальянского происхождения, а мать — японка. У неё есть старшая сестра Линда Карен и младшая сестра Анжелика Патриция, обе также являются моделями.
Начала карьеру модели в 13 лет. Снималась на телевидении, в музыкальных клипах (Soul’d Out «Iruka» (2005), Teriyaki Boyz «Zock On!» (2008)) а также в рекламе брендов Evian, UNIQLO, L’Oréal, Biotherm, LUX, NEC 821N GLA SoftBank, Peach John, Center-In Unicharm (2010), Pure Gumi Kanro (2010), Aquarius Vitamin Guard CocoCola (2010). Была моделью белья марки Peach John. Она также является лицом рекламной кампании часового бренда TAG Heuer.
По версии журнала FHM в 2010 году заняла 69 место в списке «100 самых сексуальных женщин», в 2012 году поднялась на 50 место.
В марте 2011 года выпустила свой видеокурс фитнес-йоги на DVD под названием «Jessica Body Design».

## Личная жизнь
Митибата встречалась с британским гонщиком Формулы-1 Дженсоном Баттоном с 2009 года, и часто присутствовала на гонках. В феврале 2014 года пресса сообщила об их помолвке. Торжественная церемония бракосочетания состоялась 31 декабря 2014 года на Гавайях. В декабре 2015 года брак был расторгнут по обоюдному согласию. Под влиянием Баттона Джессика увлеклась триатлоном.
В 2017 году родила дочь.